# Angelokastro (Corfù)

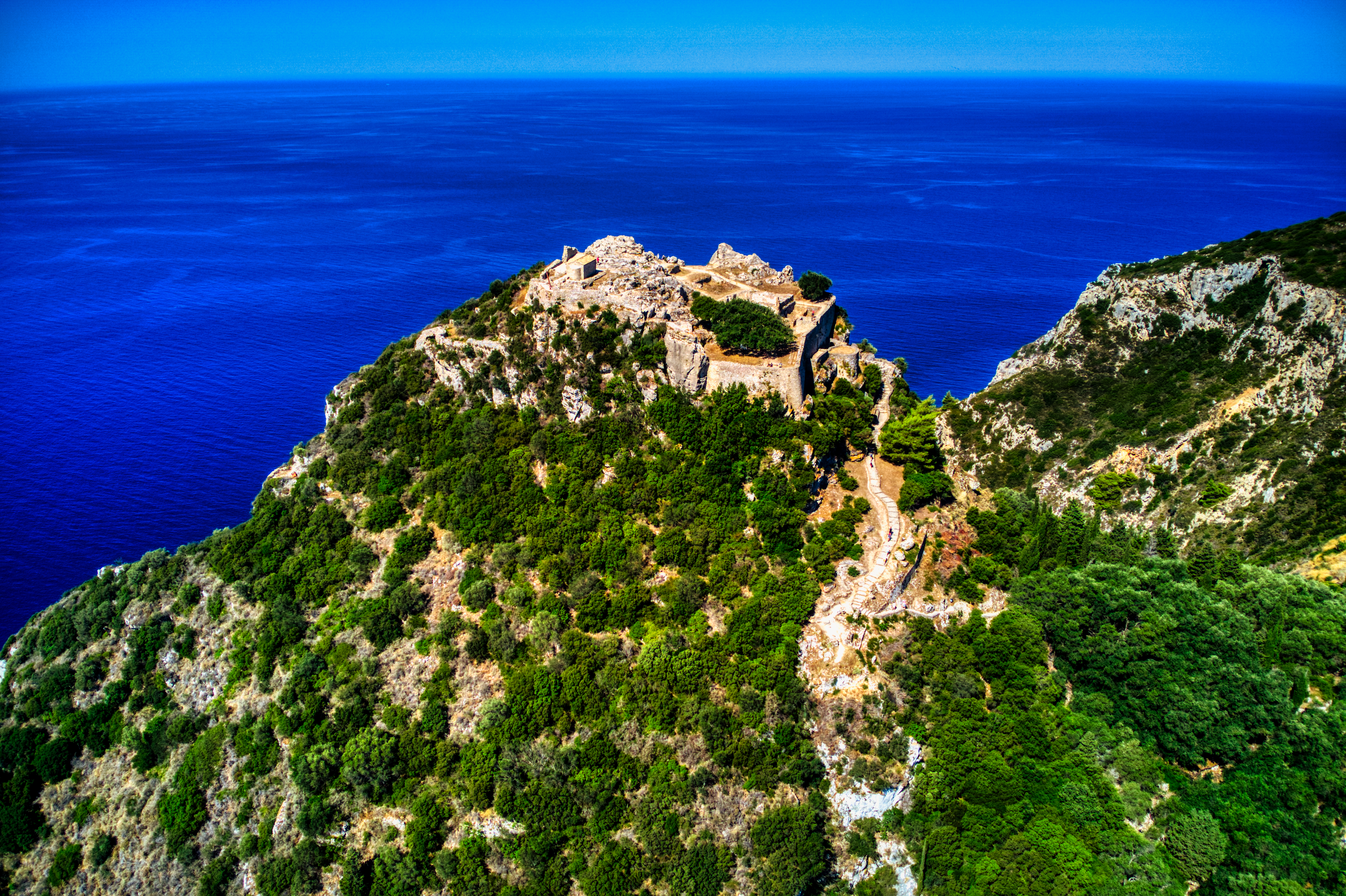
Angelokastro

Angelokastro (in greco Αγγελόκαστρο, con il significato di "Castello dell'Angelo") è un castello bizantino, sull'isola di Corfù, in Grecia, vicino al villaggio di Palaiokastritsa. Fu costruito ad un'altitudine di 330m su una ripida scogliera a picco sul mare.

## Storia

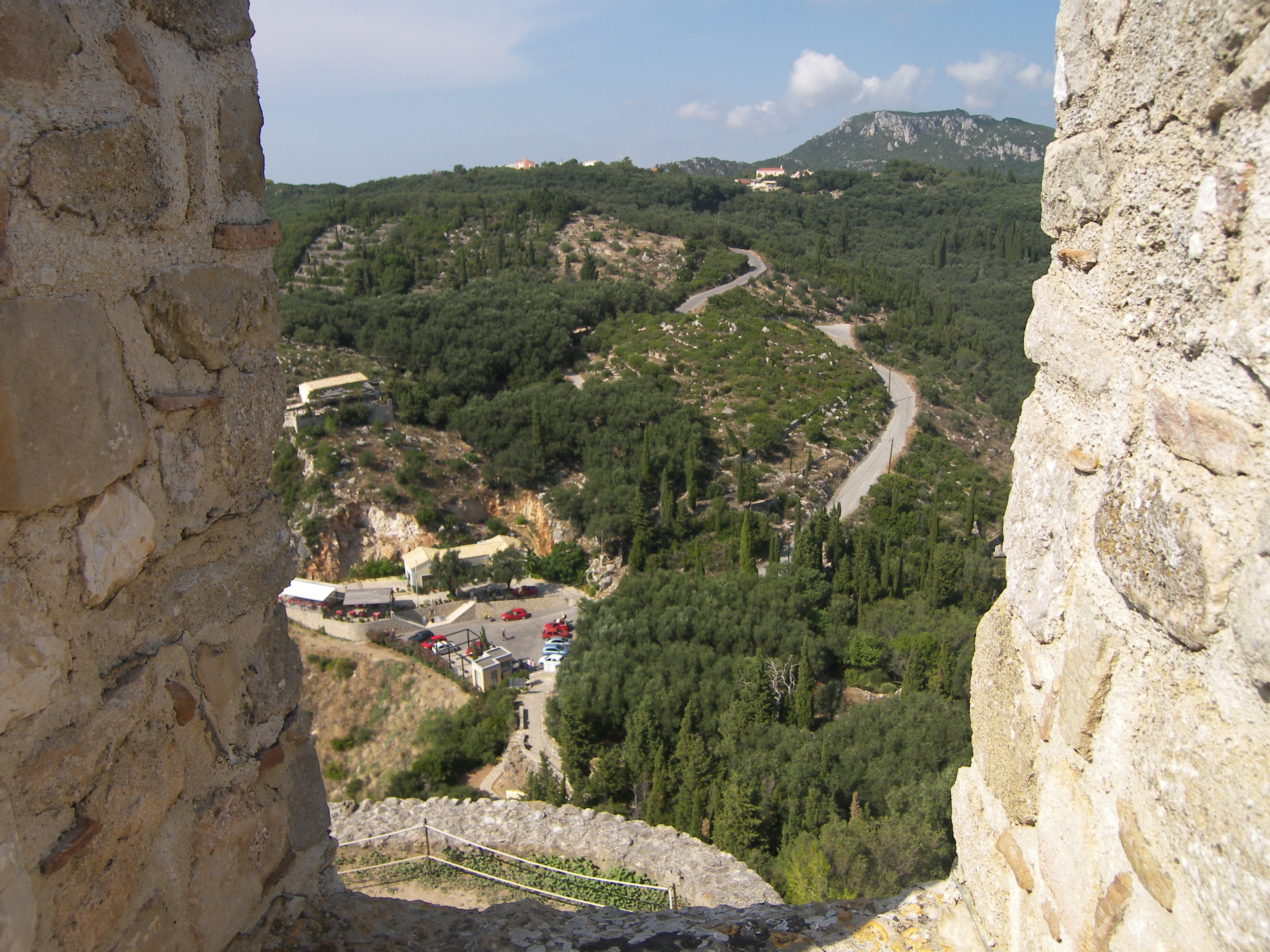
Veduta dalla fortezza di Angelokastro

Il periodo esatto della costruzione del castello non è noto, ma è stato spesso attribuito ai regni di Michele I d'Epiro e di suo figlio Michele II d'Epiro. Le prime testimonianze documentarie della fortezza risalgono al 1272, quando Giordano di San Felice ne prese possesso per conto di Carlo I d'Angiò nel 1267.
Dal 1387 alla fine del XVI secolo, Angelokastro fu la capitale ufficiale di Corfù e la sede del Provveditore Generale del Levante, governatore delle isole Ionie e comandante della flotta veneziana, che era di stanza a Corfù.
Angelokastro era uno dei tre castelli che difendevano l'isola prima dell'era veneziana (1401–1797). I castelli formavano un triangolo difensivo, con il castello di Gardiki a guardia del sud dell'isola, il castello di Kassiopi a nord-est e Angelokastro a nord-ovest.

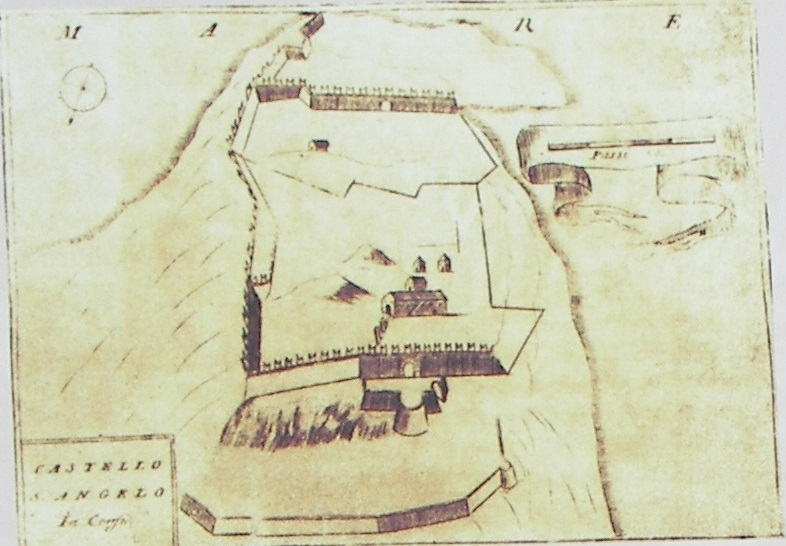
Mappa del 1688 di Angelokastro realizzata da Vincenzo Maria Coronelli